# Francescantonio Nolè
Francescantonio Nolè (Potenza, 9 giugno 1948 – Roma, 15 settembre 2022) è stato un arcivescovo cattolico italiano.

## Biografia
Nacque a Giuliano, frazione di Potenza, città capoluogo di provincia e sede arcivescovile, il 9 giugno 1948. Era il primo di cinque figli.

### Formazione e ministero sacerdotale
Il 20 settembre 1959 entrò nell'Ordine dei frati minori conventuali di Ravello, dove iniziò la sua formazione umana, spirituale, religiosa e culturale, che poi proseguì a Nocera Inferiore, Portici, Sant'Anastasia e Roma.
Presso la facoltà teologica Seraphicum di Roma compì gli studi filosofici e teologici, presso la Sezione San Luigi della Pontificia facoltà teologica dell'Italia meridionale di Napoli conseguì la licenza in teologia morale e presso l'Università Statale di Cassino la laurea in pedagogia.
Il 4 ottobre 1965 emise la professione temporanea, a Montella, e il 1º novembre 1971 la professione perpetua, a Nocera Inferiore.
Il 2 settembre 1973 fu ordinato presbitero, a Potenza, dal vescovo Vittorio Maria Costantini.
Dopo l'ordinazione fu destinato a Nocera Inferiore, nel convento di Sant'Antonio, prima come vicedirettore e poi come rettore dei ragazzi delle scuole medie aspiranti alla vita religiosa. Nel 1976 fu trasferito a Benevento, come direttore dei postulanti del ginnasio-liceo, fino al 1982. Nello stesso anno, durante il capitolo provinciale, fu nominato vicario provinciale e guardiano-parroco di Sant'Antonio in Portici. Nel 1983 fu Cappellano della Scuola degli Agenti di Custodia di Portici (Na), oggi denominata Scuola di Polizia Penitenziaria.   Nel 1991 fu inviato nuovamente a Benevento come guardiano e direttore dei postulanti.
Nel giugno 1992 fu chiamato a Roma a dirigere il Centro Missionario Nazionale fino al 28 aprile 1994. Nello stesso anno, durante il capitolo provinciale tenuto a Nocera, fu eletto ministro provinciale della provincia di Napoli, che comprende Campania e Basilicata. Il 30 aprile 1997 venne confermato ministro provinciale per altri quattro anni.

### Ministero episcopale

#### Vescovo di Tursi-Lagonegro

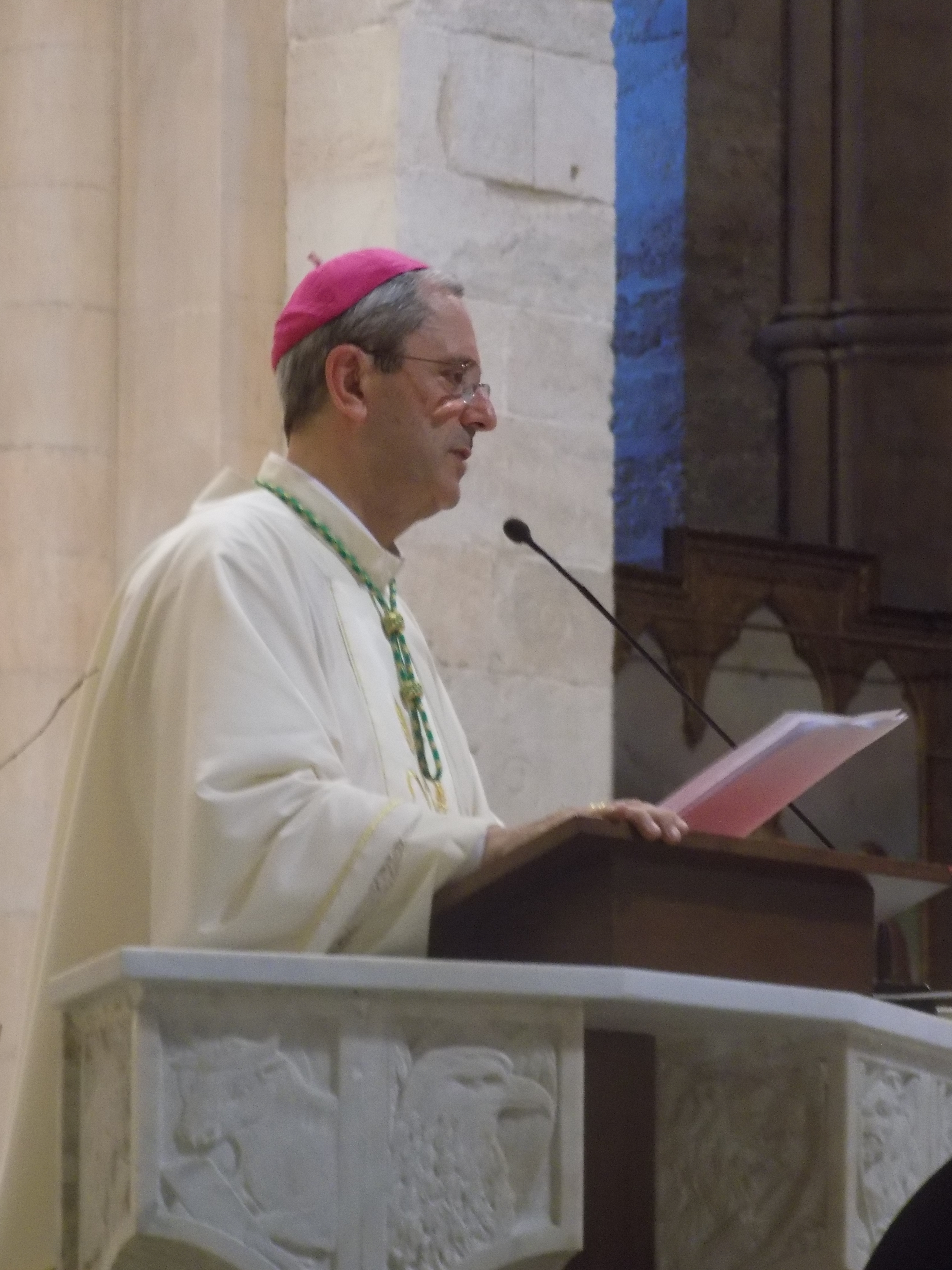
Mons. Nolè il 4 luglio 2015.

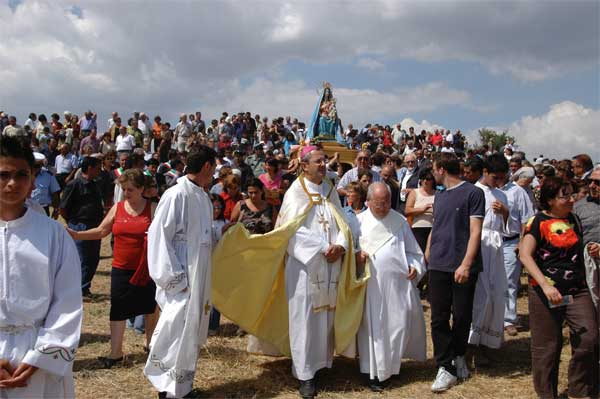
Mons. Nolè alla processione in onore della Madonna di Anglona.

Il 4 novembre 2000 papa Giovanni Paolo II lo nominò vescovo di Tursi-Lagonegro; succedette a Rocco Talucci, precedentemente nominato arcivescovo di Brindisi-Ostuni. Il 10 dicembre successivo ricevette l'ordinazione episcopale, nel santuario della Beata Vergine del Rosario di Pompei, dall'arcivescovo Giovanni Battista Re (poi cardinale), co-consacranti il vescovo Gioacchino Illiano e l'arcivescovo Ennio Appignanesi. Il 7 gennaio 2001 prese possesso della diocesi.
Fu membro della Commissione episcopale per il clero e la vita consacrata e membro della Commissione mista vescovi-religiosi-istituti secolari della Conferenza Episcopale Italiana.

#### Arcivescovo metropolita di Cosenza-Bisignano
Il 15 maggio 2015 papa Francesco lo nominò arcivescovo metropolita di Cosenza-Bisignano; succedette a Salvatore Nunnari, dimessosi per raggiunti limiti di età. Il 29 giugno ricevette il pallio, nella basilica di San Pietro in Vaticano, da papa Francesco. Il 4 luglio prese possesso dell'arcidiocesi, nella cattedrale di Cosenza.
Rimase amministratore apostolico della diocesi di Tursi-Lagonegro fino al 4 ottobre dello stesso anno.
Il 14 febbraio 2016 il nunzio apostolico in Italia Adriano Bernardini gli impose il pallio nel duomo di Cosenza, alla presenza dell'arcivescovo emerito Salvatore Nunnari, del vescovo di San Marco Argentano-Scalea Leonardo Bonanno e dei vicari generali di Cassano allo Jonio, Rossano-Cariati e il protosincello dell'eparchia di Lungro.
Il 30 gennaio 2022 aprì la porta santa della cattedrale di Cosenza per dare inizio alle celebrazioni degli 800 anni dalla sua consacrazione, alla presenza del nunzio apostolico in Italia Emil Paul Tscherrig e dei vescovi della Provincia ecclesiastica; il 26 giugno dello stesso anno accolse a Cosenza come legato pontificio per presiedere le celebrazioni dell'VIII centenario il cardinale segretario di Stato Pietro Parolin.
Fu membro della Commissione episcopale per la liturgia della CEI.
È deceduto il 15 settembre 2022 al policlinico Agostino Gemelli di Roma, dov'era ricoverato dal 30 agosto precedente, aveva 74 anni.
I funerali sono stati celebrati, dopo due giorni di camera ardente, il 19 settembre 2022 nella cattedrale di Cosenza. Il rito è stato presieduto dall'arcivescovo di Reggio Calabria-Bova Fortunato Morrone e concelebrato da Giuseppe Piemontese, amministratore apostolico, da Salvatore Nunnari, arcivescovo emerito di Cosenza-Bisignano, da altri vescovi e dai presbiteri dell'arcidiocesi. Dopo una solenne celebrazione, è stato sepolto nella cripta della cattedrale di San Gerardo a Potenza.

## Genealogia episcopale
La genealogia episcopale è:
- Cardinale Scipione Rebiba
- Cardinale Giulio Antonio Santori
- Cardinale Girolamo Bernerio, O.P.
- Arcivescovo Galeazzo Sanvitale
- Cardinale Ludovico Ludovisi
- Cardinale Luigi Caetani
- Cardinale Ulderico Carpegna
- Cardinale Paluzzo Paluzzi Altieri degli Albertoni
- Papa Benedetto XIII
- Papa Benedetto XIV
- Papa Clemente XIII
- Cardinale Enrico Benedetto Stuart
- Papa Leone XII
- Cardinale Chiarissimo Falconieri Mellini
- Cardinale Camillo Di Pietro
- Cardinale Mieczysław Halka Ledóchowski
- Cardinale Jan Maurycy Paweł Puzyna de Kosielsko
- Arcivescovo Józef Bilczewski
- Arcivescovo Bolesław Twardowski
- Arcivescovo Eugeniusz Baziak
- Papa Giovanni Paolo II
- Cardinale Giovanni Battista Re
- Arcivescovo Francescantonio Nolè, O.F.M.Conv.

## Araldica
| Stemma | Descrizione |
| ------ | --- |
|        | Lo stemma raffigura il "simbolo" stesso del francescanesimo, il {\displaystyle \tau } (tau) che accoglie le due mani crocifisse, Cristo e San Francesco, segno di una comunione e di una santità che si può raggiungere solo se si partecipa intensamente e con radicalità alla passione di Gesù, fino alla Crocifissione, per gustare anche la potenza della resurrezione (cf Ef 3,10); il mare e i monti su cui si erge il {\displaystyle \tau } simboleggiano la profondità e l'altezza della presenza di Dio che ci copre, ci innalza, ci avvolge e ci protegge, ma simboleggia anche la ricca e affascinante conformazione morfologica della diocesi di Tursi-Lagonegro prima e di Cosenza-Bisignano poi, bagnate dal mare e costellate di vette e alture purissime. Le due stelle, infine, evidenziano i due amori della vita di mons. Nolè, la mamma celeste e quella terrena, che lo accompagnarono quotidianamente con amorevole tenerezza, oltre ogni merito e desiderio. |